# Plantago pachyneura
Plantago pachyneura är en grobladsväxtart som beskrevs av Ernst Gottlieb von Steudel. Plantago pachyneura ingår i släktet kämpar, och familjen grobladsväxter. Inga underarter finns listade i Catalogue of Life.